# Nevy-sur-Seille
Nevy-sur-Seille település Franciaországban, Jura megyében. Lakosainak száma 197 fő (2022. január 1.). Nevy-sur-Seille Château-Chalon, Baume-les-Messieurs, Blois-sur-Seille, Lavigny, La Marre, Voiteur és Hauteroche községekkel határos.

## Népesség
A település népességének változása:
| Lakosok száma | 274  | 239  | 238  | 239  | 218  | 218  | 205  | 196  | 195  | 197  |
|               | 1968 | 1982 | 1990 | 2006 | 2013 | 2015 | 2017 | 2019 | 2020 | 2022 |